# Занемисль
Занемисль (пол. Zaniemyśl, нім. Santomischel) — місто в Польщі, у гміні Занемишль Сьредського повіту Великопольського воєводства.
Населення — 2530 осіб (2011).
У 1975-1998 роках місто належало до Познанського воєводства.

## Демографія
Демографічна структура станом на 31 березня 2011 року:
|          | Загалом | Допрацездатний вік | Працездатний вік | Постпрацездатний вік |
| -------- | ------- | ------------------ | ---------------- | -------------------- |
| Чоловіки | 1206    | 248                | 839              | 119                  |
| Жінки    | 1324    | 250                | 810              | 264                  |
| Разом    | 2530    | 498                | 1649             | 383                  |